# Élections législatives de 1986 dans le Nord
Les élections législatives françaises de 1986 ont lieu le 16 mars 1986. Dans le département du Nord, vingt-quatre députés sont à élire dans le cadre d'un scrutin proportionnel par liste départementale à un seul tour.

## Élus
| Député élu            |  | Parti     |
| --------------------- |  | --------- |
| Pierre Mauroy         |  | PS        |
| Jean Le Garrec        |  | PS        |
| Arthur Notebart       |  | PS        |
| Jacqueline Osselin    |  | PS        |
| Michel Delebarre      |  | PS        |
| Bernard Derosier      |  | PS        |
| Alain Faugaret        |  | PS        |
| Marcel Dehoux         |  | PS        |
| Albin Chalandon       |  | RPR       |
| Serge Charles         |  | RPR       |
| Jacques Legendre      |  | RPR       |
| Charles Paccou        |  | RPR       |
| Claude Dhinnin        |  | RPR       |
| Olivier Marlière      |  | RPR       |
| Gustave Ansart        |  | PCF       |
| Alain Bocquet         |  | PCF       |
| Georges Hage          |  | PCF       |
| Jean Jarosz           |  | PCF       |
| Georges Delfosse      |  | UDF (CDS) |
| Jean-Jacques Descamps |  | UDF (PR)  |
| Bruno Durieux         |  | UDF (CDS) |
| Bruno Chauvierre      |  | FN        |
| Christian Baeckeroot  |  | FN        |
| Pierre Ceyrac         |  | FN        |

À la suite de leur nomination au gouvernement, Albin Chalandon (liste RPR « Le Nord avant tout ») et Jean-Jacques Descamps (liste UDF « Pour l'avenir du Nord ») ont cédé leurs places aux suivants de liste : Michel Ghysel et Stéphane Dermaux.
À la suite du décès de Georges Delfosse, Jean-Claude Decagny le remplace, suivant de liste.

## Listes en présence

### Extrême gauche (LO)
| N° | Candidats             | Parti | Parti | Principales fonctions |
| -- | --------------------- | ----- | ----- | --------------------- |
| 01 | Nicole Baudrin        |       | LO    | Sage-femme            |
| 02 | Régis Debliqui        |       | LO    | Ouvrier de production |
| 03 | Philippe Clouet       |       | LO    | Ouvrier soudeur       |
| 04 | Agnès Lefebvre        |       | LO    | Infirmière            |
| 05 | Didier Ballieu        |       | LO    | Ouvrier électricien   |
| 06 | Jean Guénégan         |       | LO    | Mineur retraité       |
| 07 | Maurice Illy          |       | LO    | Ingénieur agronome    |
| 08 | Christian Faucher     |       | LO    | Infirmier             |
| 09 | Suzanne Danicourt     |       | LO    | Retraitée             |
| 10 | Sylvaine Duhayon      |       | LO    | Employée de bureau    |
| 11 | Monique Carré         |       | LO    | Éducatrice            |
| 12 | Odile Destombes       |       | LO    | Secrétaire            |
| 13 | Roger Marie           |       | LO    | Enseignant            |
| 14 | Jean-Louis Auvray     |       | LO    | Ouvrier mécanicien    |
| 15 | Monique Guennou       |       | LO    | Enseignante           |
| 16 | Sadia Sendid          |       | LO    | Employée de bureau    |
| 17 | Bruno Vargiu          |       | LO    | Chaudronnier          |
| 18 | Sylvette Marie        |       | LO    | Enseignante           |
| 19 | Jean-Marc Grodzki     |       | LO    | Aide-soignant         |
| 20 | Jean-François Legrand |       | LO    | Chômeur               |
| 21 | Daniel Olivier        |       | LO    | Enseignant            |
| 22 | Serge Clymans         |       | LO    | Chaudronnier          |
| 23 | Roger Gorizzutti      |       | LO    | Instituteur           |
| 24 | Clotilde Vincq        |       | LO    | Mère de famille       |
|    |                       |       |       |                       |
| 25 | Joseph Raflik         |       | LO    | Agent hospitalier     |
| 26 | Yvonne Vandenbossche  |       | LO    | Stoppeuse             |

### Extrême gauche (LCR)
| N° | Candidats          | Parti | Parti | Principales fonctions |
| -- | ------------------ | ----- | ----- | --------------------- |
| 01 | Patrick Mortal     |       | LCR   | Ouvrier textile       |
| 02 | Claire Raimbault   |       | LCR   | Enseignante           |
| 03 | Agnès Martel       |       | LCR   | Employée communale    |
| 04 | Philippe Legrand   |       | LCR   | Postier               |
| 05 | Alain Sauvage      |       | LCR   | Ouvrier               |
| 06 | Annie Sicre        |       | LCR   | Chômeuse              |
| 07 | Bernard Nowak      |       | LCR   | Imprimeur             |
| 08 | Chantal Nordez     |       | LCR   | Éducatrice            |
| 09 | Louis Pineau       |       | LCR   | Retraité textile      |
| 10 | Anne Hatinguais    |       | LCR   | Assistante sociale    |
| 11 | Michel Heiremans   |       | LCR   | Agent hospitalier     |
| 12 | Martine Boen       |       | LCR   | Institutrice          |
| 13 | Dominique Brunet   |       | LCR   | Formateur             |
| 14 | Brigitte Lartisien |       | LCR   | Psychologue           |
| 15 | Jean-Claude Leroux |       | LCR   | Enseignant            |
| 16 | Erika Schröder     |       | LCR   | Infirmière            |
| 17 | Joseph Romand      |       | LCR   | Employé               |
| 18 | Christine Dambrine |       | LCR   | Chômeuse              |
| 19 | Dominique Gérardin |       | LCR   | Bibliothécaire        |
| 20 | Muriel Vasseur     |       | LCR   | Enseignante           |
| 21 | Corrado Delfini    |       | LCR   | Conseiller ANPE       |
| 22 | Patricia Dhont     |       | LCR   | Éducatrice            |
| 23 | Jacques Hauye      |       | LCR   | Enseignant            |
| 24 | Anne Flipo         |       | LCR   | Étudiante             |
|    |                    |       |       |                       |
| 25 | Jacques Pollet     |       | LCR   | Postier               |
| 26 | Patricia Deroo     |       | LCR   | Éducatrice            |

### Extrême gauche (MPPT)
| N° | Candidats            | Parti | Parti | Principales fonctions                         |
| -- | -------------------- | ----- | ----- | --------------------------------------------- |
| 01 | Jocelyne Mazoyer     |       | MPPT  | Employée d'administration hospitalière, Lille |
| 02 | Alain Carpentier     |       | MPPT  | Métallurgiste, Feignies                       |
| 03 | Georges Pitolet      |       | MPPT  | Métallurgiste, Lille                          |
| 04 | Jean-Claude Bequaert |       | MPPT  | Électricien, Wattrelos                        |
| 05 | Dominique Delevoy    |       | MPPT  | Chimiste EDF, Grande-Synthe                   |
| 06 | Dorothée Desouter    |       | MPPT  | Femme de ménage, Bergues                      |
| 07 | Edmond Dabrowski     |       | MPPT  | Professeur, Condé-sur-Escaut                  |
| 08 | Maurice Trefelle     |       | MPPT  | Employé de Sécurité sociale, Lille            |
| 09 | Jean-Loup Fontaine   |       | MPPT  | Inspecteur des PPT, Wattignies                |
| 10 | François Balcerzak   |       | MPPT  | Conducteur SNCF, Somain                       |
| 11 | Georges Lefevre      |       | MPPT  | Chauffeur, Jeumont                            |
| 12 | Didier Schein        |       | MPPT  | Enseignant, Dunkerque                         |
| 13 | Marie-Claude Moreews |       | MPPT  | Médecin scolaire, Ledringhem                  |
| 14 | Bruno Azoti          |       | MPPT  | Métallurgiste, Guesnain                       |
| 15 | Jean-Marie Willot    |       | MPPT  | Ouvrier au chômage, Louvroil                  |
| 16 | Marie-Paule Zobiri   |       | MPPT  | Étudiante, Lille                              |
| 17 | Daniel Lorillière    |       | MPPT  | Manutentionnaire, Roubaix                     |
| 18 | Jean-Jacques Deruy   |       | MPPT  | Professeur de LEP, Douai                      |
| 19 | Gilbert Thooris      |       | MPPT  | Agent administratif, Bray-Dunes               |
| 20 | Alain Sauvage        |       | MPPT  | Enseignant, Maubeuge                          |
| 21 | Anne-Marie Goldstein |       | MPPT  | Professeur, Croix                             |
| 22 | Gérard Oriol         |       | MPPT  | Préposé PTT, Roubaix                          |
| 23 | Fernande Duthoit     |       | MPPT  | Mère de famille, Roubaix                      |
| 24 | Régine Beaudier      |       | MPPT  | Ouvrière textile, La Bassée                   |
|    |                      |       |       |                                               |
| 25 | Jean-Pierre Zalewski |       | MPPT  | Enseignant                                    |
| 26 | Éliane Quéhen        |       | MPPT  | Femme de service, Téteghem                    |

### Parti communiste français
| N° | Candidats              | Parti | Parti | Principales fonctions |
| -- | ---------------------- | ----- | ----- | --- |
| 01 | Gustave Ansart         |       | PCF   | Député sortant et conseiller régional, conseiller municipal de Denain, métallurgiste                                       |
| 02 | Alain Bocquet          |       | PCF   | Député sortant et conseiller municipal de Valenciennes, éducateur                                                          |
| 03 | Georges Hage           |       | PCF   | Député sortant, conseiller régional et conseiller municipal de Douai, professeur honoraire EPS                             |
| 04 | Jean Jarosz            |       | PCF   | Député sortant, conseiller général du Canton de Bavay et maire de Feignies, professeur de collège                          |
| 05 | Annick Mattighello     |       | PCF   | Ouvrière métallurgiste |
| 06 | Georges Bustin         |       | PCF   | Député sortant et maire de Vieux-Condé, électricien                                                                        |
| 07 | Émile Roger            |       | PCF   | Député sortant et maire de Lallaing, ancien mineur                                                                         |
| 08 | Jacques Michon         |       | PCF   | Conseiller municipal de Grande-Synthe, technicien                                                                          |
| 09 | Marcel Lesage          |       | PCF   | Maire de Carnières, cultivateur                                                                                            |
| 10 | André Colin            |       | PCF   | Adjoint au maire de Lille, professeur                                                                                      |
| 11 | Albert de Bosschère    |       | PCF   | Conseiller général, ancien ajusteur-fraiseur, directeur du journal Liberté                                                 |
| 12 | Jean-Claude Wasterlain |       | PCF   | Conseiller général du Canton d'Hautmont et maire d'Hautmont, professeur de LEP                                             |
| 13 | Marie-France Demortier |       | PCF   | Ouvrière textile |
| 14 | Marcel Chateau         |       | PCF   | Maire de Comines, retraité EDF                                                                                             |
| 15 | Laurence Carbonnaux    |       | PCF   | Conseillère municipale de Lille, adjoint cadre hospitalier                                                                 |
| 16 | Jean Demailly          |       | PCF   | Maire de Seclin, enseignant EPS                                                                                            |
| 17 | Jean-Philippe Delbart  |       | PCF   | Conseiller municipal de Sin-le-Noble, employé                                                                              |
| 18 | Yvan Duran             |       | PCF   | Technicien automobile |
| 19 | René Carpentier        |       | PCF   | Conseiller général du Canton de Valenciennes-Sud, vice-président du conseil général et maire de Trith-Saint-Léger, ouvrier |
| 20 | Fernand Pécheux        |       | PCF   | Maire de Fourmies, instituteur honoraire                                                                                   |
| 21 | Élisabeth Dalmasso     |       | PCF   | Professeur |
| 22 | Michel Douliez         |       | PCF   | Adjoint au maire de Mons-en-Barœul, dessinateur SNCF                                                                       |
| 23 | Marie Ribbens          |       | PCF   | Contrôleuse du travail |
| 24 | Alain Visticcot        |       | PCF   | Adjoint au maire de Masnières, verrier                                                                                     |
|    |                        |       |       | |
| 25 | Francine Vanoverberghe |       | PCF   | Professeur |
| 26 | Alain Lenglet          |       | PCF   | Instituteur |

### Parti socialiste unifié
| N° | Candidats               | Parti | Parti | Principales fonctions                              |
| -- | ----------------------- | ----- | ----- | -------------------------------------------------- |
| 01 | Michel Mercier          |       | PSU   | Facteur et agent de tri                            |
| 02 | François Vidal          |       | PSU   | Conseiller municipal de Lille, médecin hospitalier |
| 03 | Thérèse Carette         |       | PSU   | Préretraitée                                       |
| 04 | Jacques Desideri        |       | PSU   | Employé de banque                                  |
| 05 | Ginette Lasselin        |       | PSU   | Retraitée                                          |
| 06 | Étienne Dubaille        |       | PSU   | Ingénieur agronome                                 |
| 07 | Louis Willemetz         |       | PSU   | Mécanicien textile                                 |
| 08 | Max Papyle              |       | PSU   | Enseignant                                         |
| 09 | Jacqueline Lenoir       |       | PSU   |                                                    |
| 10 | Xavier Schwartz         |       | PSU   | Agent PTT                                          |
| 11 | Charles Lantoine        |       | PSU   | Retraité                                           |
| 12 | Marie-Antoinette Béghin |       | PSU   | Employée VPC                                       |
| 13 | Bernard Legrand         |       | PSU   | Technicien bâtiment (métallurgie)                  |
| 14 | Michel Hoine            |       | PSU   | Mécanicien textile                                 |
| 15 | Janine Vidal Sallei     |       | PSU   | Educatrice                                         |
| 16 | Émile Boussemaere       |       | PSU   | Ouvrier d'exploitation, service des eaux           |
| 17 | Dominique Vandamme      |       | PSU   | Agent PTT                                          |
| 18 | Christian Deleporte     |       | PSU   | Animateur social                                   |
| 19 | Marie-Agnès Lemahieu    |       | PSU   |                                                    |
| 20 | Jean Vignau             |       | PSU   | Interne en médecine                                |
| 21 | Jean-Louis Turquin      |       | PSU   | Enseignant                                         |
| 22 | André Delcroix          |       | PSU   | Employé Sécurité sociale                           |
| 23 | Jean-Luc Vandenabeele   |       | PSU   |                                                    |
| 24 | Odette Moutier          |       | PSU   |                                                    |
|    |                         |       |       |                                                    |
| 25 | Pascal Verghote         |       | PSU   | Agent PTT, opérateur en informatique               |
| 26 | Renée Desmaretz         |       | PSU   | Employée communale                                 |

### Majorité présidentielle (PS-MRG)
| N° | Candidats              | Parti | Parti | Principales fonctions |
| --- | ---------------------- | ----- | ----- | --- |
| 01 | Pierre Mauroy          |       | PS    | Maire de Lille, conseiller régional, ancien premier ministre                                                                              |
| 02 | Jean Le Garrec         |       | PS    | Secrétaire d’État chargé de la Fonction publique et des Simplifications administratives, conseiller municipal de Cambrai, cadre supérieur |
| 03 | Arthur Notebart        |       | PS    | Député sortant, maire de Lomme et président de la CUDL, représentant                                                                      |
| 04 | Jacqueline Osselin     |       | PS    | Députée sortante et adjointe au maire de Mons-en-Barœul                                                                                   |
| 05 | Michel Delebarre       |       | PS    | Ministre du Travail, de l'Emploi et de la Formation professionnelle                                                                       |
| 06 | Bernard Derosier       |       | PS    | Député sortant, conseiller général du Canton de Lille-Est, président du conseil général et maire délégué d'Hellemmes-Lille, instituteur   |
| 07 | Alain Faugaret         |       | PS    | Député sortant, maire de Wattrelos et vice-président de la CUDL, instituteur                                                              |
| 08 | Marcel Dehoux          |       | PS    | Député sortant, conseiller général du Canton de Trélon et maire de Wignehies                                                              |
| 09 | Gérard Haesebroeck     |       | PS    | Député sortant, conseiller général du Canton d'Armentières, maire d'Armentières et vice-président de la CUDL, agent de publicité          |
| 10 | Denise Cacheux (1)     |       | PS    | Députée sortante et conseillère municipale de Cambrai, assistante sociale                                                                 |
| 11 | Marc Dolez             |       | PS    | Conseiller régional et conseiller municipal de Douai, agent contractuel                                                                   |
| 12 | Daniel Bois            |       | PS    | Maire de Condé-sur-l'Escaut, directeur d'école                                                                                            |
| 13 | Claude Catesson        |       | MRG   | Adjoint au maire de Lille, gérant de société                                                                                              |
| 14 | Umberto Battist        |       | PS    | Député sortant et maire de Ferrière-la-Petite, instituteur                                                                                |
| 15 | Christian Bataille     |       | PS    | Conseiller régional, vice-président du conseil régional et maire de Rieux-en-Cambrésis, conseiller technique ANPE                         |
| 16 | Bernard Frimat         |       | PS    | Conseiller régional, vice-président du conseil régional et adjoint au maire de Villeneuve-d'Ascq, économiste                              |
| 17 | Pierre Dassonville (2) |       | PS    | Député sortant, adjoint au maire de Lille et vice-président de la CUDL, directeur adjoint des Postes et Télécommunications                |
| 18 | Paul Moreau            |       | PS    | Député sortant et maire de Caudry, inspecteur central des PTT en retraite                                                                 |
| 19 | Christian Odoux        |       | PS    | Conseiller municipal de Tourcoing, économiste                                                                                             |
| 20 | Dinah Derycke-Caudron  |       | PS    | Conseillère référendaire à la Cour des comptes, Croix, conseiller référendaire à la Cour des comptes                                      |
| 21 | André Delattre         |       | PS    | Maire de Coudekerque-Branche et vice-président de la CUD, directeur d'école publique                                                      |
| 22 | Amand Moriss           |       | PS    | Conseiller municipal d'Hazebrouck, ancien maire, contrôleur divisionnaire du Domaine                                                      |
| 23 | Gaston Tirmarche       |       | PS    | Conseiller général du Canton de Dunkerque-Ouest, maire de Saint-Pol-sur-Mer et vice-président de la CUD, préretraité                      |
| 24 | Henri Coestier         |       | PS    | Adjoint au maire d'Aulnoy-lez-Valenciennes, retraité                                                                                      |
| |                        |       |       | |
| 25 | Gérard Debouverie      |       | PS    | Conseiller municipal de Roubaix, professeur                                                                                               |
| 26 | Albert Denvers         |       | PS    | Député sortant, maire de Gravelines et président de la CUD                                                                                |
| (1) Remplace Jean Le Garrec, membre du gouvernement Fabius (2) Remplace Pierre Mauroy, premier ministre de 1981 à 1984, qui ne reprend pas son siège par la suite |                        |       |       | |

### Divers gauche (MRG dissident)
| N° | Candidats           | Parti | Parti           | Principales fonctions                                   |
| -- | ------------------- | ----- | --------------- | ------------------------------------------------------- |
| 01 | Christian Kesteloot |       | DVG (MRG diss.) | Cadre administratif                                     |
| 02 | Christiane Leblanc  |       | DVG (MRG diss.) | Enseignante, maire d'Anhiers                            |
| 03 | Alain Delbecq       |       | DVG (MRG diss.) | Directeur commercial                                    |
| 04 | Alfred Vallez       |       | DVG (MRG diss.) | Consultant en entreprises                               |
| 05 | Mohamed Laazaoui    |       | DVG (MRG diss.) | Assistant socio-administratif                           |
| 06 | Philippe Dufnerr    |       | DVG (MRG diss.) | Employé de banque, conseiller municipal de Wattrelos    |
| 07 | Sylvie Gérard       |       | DVG (MRG diss.) | Enseignante                                             |
| 08 | Francis Duhameuw    |       | DVG (MRG diss.) | Agent technico-commercial                               |
| 09 | René Lavarde        |       | DVG (MRG diss.) | Ingénieur, conseiller municipal de Douai                |
| 10 | André Masse         |       | DVG (MRG diss.) | Intendant                                               |
| 11 | Jean-Jacques Fiems  |       | DVG (MRG diss.) | Fonctionnaire                                           |
| 12 | Paulette Vallez     |       | DVG (MRG diss.) | Agent commerciale                                       |
| 13 | Yves Deconinck      |       | DVG (MRG diss.) | Etudiant                                                |
| 14 | Jean-Pierre Bocquet |       | DVG (MRG diss.) | Professeur de lettres                                   |
| 15 | Jean Nawrocki       |       | DVG (MRG diss.) | Retraité des houillères, conseiller municipal d'Anhiers |
| 16 | Alain Mari          |       | DVG (MRG diss.) | Agent EDF                                               |
| 17 | Patrick Hornez      |       | DVG (MRG diss.) | Ouvrier imprimeur                                       |
| 18 | Thérèse Reynaert    |       | DVG (MRG diss.) | Agent du Trésor                                         |
| 19 | Isabelle Dufnerr    |       | DVG (MRG diss.) | Prospecteur-placier                                     |
| 20 | Jean-Michel Duplouy |       | DVG (MRG diss.) | Ouvrier sellier                                         |
| 21 | Annie Fiems         |       | DVG (MRG diss.) | Professeur de lettres classiques                        |
| 22 | Bernard Millet      |       | DVG (MRG diss.) | Cadre de banque                                         |
| 23 | Hector Tagal        |       | DVG (MRG diss.) | Retraité des houillères                                 |
| 24 | Albert Leblanc      |       | DVG (MRG diss.) | Fonctionnaire                                           |
|    |                     |       |                 |                                                         |
| 25 | Jean-Claude Dupuis  |       | DVG (MRG diss.) | Agent de maitrise                                       |
| 26 | Hélène Demoor       |       | DVG (MRG diss.) | Infirmière                                              |

### Les Verts
| N° | Candidats                     | Parti | Parti | Principales fonctions                       |
| -- | ----------------------------- | ----- | ----- | ------------------------------------------- |
| 01 | Yves Cochet                   |       | LV    | Informaticien, Lille                        |
| 02 | Pierre-Étienne Vanpouille     |       | LV    | Conseiller municipal de Dunkerque           |
| 03 | Jacques Dassonville           |       | LV    | Agent technique, Crespin                    |
| 04 | Pascal Dubois                 |       | LV    | Technicien, Boussières-sur-Sambre           |
| 05 | Michel Pascal                 |       | LV    | Ingénieur, Lille                            |
| 06 | Chantai Lochereau             |       | LV    | Institutrice, Dunkerque                     |
| 07 | François Paul                 |       | LV    | Chercheur, Lille                            |
| 08 | Sylviane Noureux              |       | LV    | Chômeuse, Escaudœuvres                      |
| 09 | François-Régis Dufourt-Lefort |       | LV    | Professeur, Valenciennes                    |
| 10 | Louise David                  |       | LV    | Éducatrice, Marcq-en-Baroeul                |
| 11 | Colette Landaes               |       | LV    | Infirmière, Dunkerque                       |
| 12 | Éric Stroobandt               |       | LV    | Architecte, Bergues                         |
| 13 | Myriam Villain                |       | LV    | Conseillère municipale de Villeneuve-d'Ascq |
| 14 | Charlie Rizzo                 |       | LV    | Chaudronnier, Onnaing                       |
| 15 | Véronique Therry              |       | LV    | Formatrice, Lomme                           |
| 16 | Claude Just                   |       | LV    | Enseignant, Vendegies-sur-Écaillon          |
| 17 | Jean-Marc Bruneel             |       | LV    | Professeur, Dunkerque                       |
| 18 | Françoise Labit               |       | LV    | Enseignante, Villeneuve-d'Ascq              |
| 19 | Daniel Domogalla              |       | LV    | Ouvrier, Baisieux                           |
| 20 | Aline Brouillard              |       | LV    | Retraitée, Maubeuge                         |
| 21 | Colette Prigent               |       | LV    | Enseignante, Escautpont                     |
| 22 | Élisabeth Mortreux            |       | LV    | Infirmière, La Madeleine                    |
| 23 | Pierre Courouble              |       | LV    | Enseignant, Templeuve                       |
| 24 | Bernard Coppens               |       | LV    | Photographe, Tourcoing                      |
|    |                               |       |       |                                             |
| 25 | Jacques Claisse               |       | LV    | Instituteur, Hem-Lenglet                    |
| 26 | Magdeleine Coppin             |       | LV    | Retraitée, Cerfontaine                      |

### Opposition (UDF)
| N° | Candidats                | Parti | Parti      | Principales fonctions |
| -- | ------------------------ | ----- | ---------- | --- |
| 01 | Georges Delfosse         |       | UDF (CDS)  | Député sortant, conseiller général du canton de Lille-Ouest, maire de Lambersart et président de l'Association des Maires du Nord |
| 02 | Jean-Jacques Descamps    |       | UDF (PR)   | Conseiller municipal de Lille |
| 03 | Bruno Durieux            |       | UDF (CDS)  | Administrateur INSEE et collaborateur de Raymond Barre, chef d'entreprise                                                         |
| 04 | Stéphane Dermaux         |       | UDF (PR)   | Conseiller général du Canton de Tourcoing-Sud, maire de Tourcoing et vice-président de la CUDL                                    |
| 05 | Jean-Claude Decagny      |       | UDF (PSD)  | Maire de Maubeuge, directeur hospitalier                                                                                          |
| 06 | Gérard Beun              |       | UDF (CDS)  | Maire de La Gorgue, assistant parlementaire                                                                                       |
| 07 | Xavier Delerue           |       | UDF (PR)   | Adjoint au maire de Roubaix, VRP                                                                                                  |
| 08 | Marcel Aubursin          |       | UDF (PSD)  | Adjoint au maire de Saint-Amand-les-Eaux, professeur                                                                              |
| 09 | Francis Peltier          |       | UDF (CDS)  | Conseiller général du Canton de Lille-Nord-Est et conseiller municipal de Mons-en-Barœul, entrepreneur                            |
| 10 | Patrick Fortuit          |       | UDF (PR)   | Conseiller municipal de Douai, pharmacien                                                                                         |
| 11 | Marie-Marguerite Massart |       | UDF (CDS)  | Conseillère générale du Canton de Lannoy et maire d'Hem, secrétaire médicale                                                      |
| 12 | Jean-Pierre Labouré      |       | UDF        | Maire du Cateau-Cambrésis, ingénieur céramiste                                                                                    |
| 13 | Pierre Vilcot            |       | UDF (CDS)  | Adjoint au maire de Valenciennes, professeur                                                                                      |
| 14 | Michel Vantichelen       |       | UDF (Rad.) | Adjoint au maire de Tourcoing, professeur                                                                                         |
| 15 | Alain Pillissier         |       | UDF        | Adjoint au maire d'Hazebrouck, cadre commercial                                                                                   |
| 16 | Robert Lenoir            |       | UDF (CDS)  | Conseiller régional et adjoint au maire de Dunkerque, directeur de clinique                                                       |
| 17 | Yves Coupé               |       | UDF (CDS)  | Adjoint au maire de Cambrai, instituteur                                                                                          |
| 18 | Thérèse Protin           |       | UDF (PR)   | Conseillère générale du Canton de Bailleul-Sud-Ouest et maire de Vieux-Berquin                                                    |
| 19 | Michel Pacaux            |       | UDF (CDS)  | Maire de Frelinghien et vice-président de la CUDL, artisan commerçant                                                             |
| 20 | Jacques Crapet           |       | UDF (PR)   | Adjoint au maire de Lambersart, directeur commercial                                                                              |
| 21 | François Lahouste        |       | UDF (CDS)  | Adjoint au maire de Douai, retraité                                                                                               |
| 22 | Philippe Haquette        |       | UDF (PR)   | Conseiller municipal d'Avesnes-sur-Helpe, avocat                                                                                  |
| 23 | Louis Dewerdt            |       | UDF (PR)   | Conseiller régional et vice-président de la CUD, agent commercial                                                                 |
| 24 | Marc-Philippe Daubresse  |       | UDF (CDS)  | Adjoint au maire de Lambersart, ingénieur conseil                                                                                 |
|    |                          |       |            | |
| 25 | Denise Ségard            |       | UDF (PR)   | Ancienne conseillère générale du Canton de Lille-Centre, directrice de centre de langues                                          |
| 26 | André Diligent           |       | UDF (CDS)  | Sénateur, maire de Roubaix et vice-président de la CUDL, avocat                                                                   |

### Opposition (RPR-CNI)
| N° | Candidats                  | Parti | Parti | Principales fonctions |
| -- | -------------------------- | ----- | ----- | --- |
| 01 | Albin Chalandon            |       | RPR   | Ancien ministre, industriel |
| 02 | Serge Charles              |       | RPR   | Député sortant et maire de Marcq-en-Barœul, conseiller régional                                                                                     |
| 03 | Jacques Legendre           |       | RPR   | Maire de Cambrai, ancien ministre, conseiller régional, professeur agrégé                                                                           |
| 04 | Charles Paccou             |       | RPR   | Député sortant et maire d'Arnèke, conseiller régional, conseiller général du canton de Cassel                                                       |
| 05 | Claude Dhinnin             |       | RPR   | Conseiller général du Canton de Lille-Nord et maire de La Madeleine, agent général d'assurances                                                     |
| 06 | Olivier Marlière           |       | RPR   | Conseiller général du Canton de Valenciennes-Est et premier adjoint au maire de Valenciennes, avocat                                                |
| 07 | Michel Ghysel              |       | RPR   | Conseiller général du Canton de Roubaix-Centre et premier adjoint au maire de Roubaix, conseiller régional, médecin                                 |
| 08 | Jacques Houssin            |       | RPR   | Conseiller général du Canton de Quesnoy-sur-Deûle et maire de Verlinghem, négociant en grains                                                       |
| 09 | Jacques Loriau             |       | RPR   | Conseiller municipal de Fourmies, médecin |
| 10 | Emmanuel Dewees            |       | RPR   | Conseiller général du Canton de Coudekerque-Branche et adjoint au maire de Dunkerque, avocat                                                        |
| 11 | Georges Brice              |       | RPR   | Conseiller général du Canton de La Bassée, principal de collège retraité                                                                            |
| 12 | Noëlle Danès-Dewavrin      |       | RPR   | Adjointe au maire de Mouvaux, avocat, chargée de cours à l'IUT de l'Université de Lille-II                                                          |
| 13 | Jean-Yves Herbeuval        |       | RPR   | Adjoint au maire de Maubeuge, principal de collège public                                                                                           |
| 14 | Jacques-Étienne Donnay     |       | RPR   | Conseiller général du Canton de Lille-Centre, conseiller municipal de Lille, commerçant                                                             |
| 15 | Claude Pringalle           |       | RPR   | Conseiller général du Canton de Cambrai-Est et maire de Séranvillers-Forenville, hortculteur                                                        |
| 16 | Émile Messager             |       | RPR   | Conseiller municipal d'Aniche, retraité SNCF |
| 17 | Marie-Fanny Demey-Gournay  |       | RPR   | Conseillère générale du Canton d'Hazebrouck-Nord et maire de Caëstre                                                                                |
| 18 | Jean Degros                |       | RPR   | Conseiller municipal de Denain, conseiller technique et pédagogique                                                                                 |
| 19 | Monique Aubert d'Erceville |       | CNI   | Conseillère municipale de Lille |
| 20 | Alain Marliot              |       | RPR   | Conseiller municipal de Phalempin, responsable de magasin                                                                                           |
| 21 | Patrick Delnatte           |       | RPR   | Conseiller général du Canton de Tourcoing-Nord-Est et premier adjoint au maire de Tourcoing, chef d'entreprise                                      |
| 22 | Jean-Pierre Delmotte       |       | RPR   | Conseiller municipal d'Aulnoye-Aymeries, cadre d'assurances                                                                                         |
| 23 | Nicole Hémery-Petit        |       | RPR   | Sans profession |
| 24 | Jean-Louis Vanachter       |       | RPR   | Conseiller municipal d'Hautmont, enseignant |
|    |                            |       |       | |
| 25 | Claude Prouvoyeur          |       | CNI   | Sénateur, conseiller général du Canton de Dunkerque-Est et maire de Dunkerque, conseiller d'administration scolaire et universitaire retraité       |
| 26 | Jacques Vernier            |       | RPR   | Député européen et maire de Douai, ingénieur en chef des Mines, Polytechnicien, représentant de la France à l'Assemblée des Communautés Européennes |

### Opposition (DVD-ARIL)
| N° | Candidats                | Parti | Parti | Principales fonctions                      |
| -- | ------------------------ | ----- | ----- | ------------------------------------------ |
| 01 | Serge Cattelin           |       | DVD   | Conseiller municipal de Lille              |
| 02 | Jean Dylewski            |       | DVD   | Conseiller municipal de Lomme              |
| 03 | Brigitte Loez            |       | DVD   | Avocate                                    |
| 04 | Paul Curtelin            |       | DVD   | Adjoint au maire d'Avesnes-sur-Helpe       |
| 05 | Bruno Garlatti           |       | DVD   | Conseiller municipal d'Anzin               |
| 06 | Yves Bayart              |       | DVD   | Conseiller municipal de Bauvin             |
| 07 | Danièle Bertel           |       | DVD   | Institutrice                               |
| 08 | Benoît Deman             |       | DVD   | Conseiller municipal de Templemars         |
| 09 | Charles Gil              |       | DVD   | Garagiste, Wavrin                          |
| 10 | Jacques Ramon            |       | DVD   | Chef d'entreprise, Cambrai                 |
| 11 | Jean-Claude Bocquet      |       | DVD   | Conseiller municipal de Lambersart         |
| 12 | Marc Vandenbeusch        |       | DVD   | Conseiller municipal de La Madeleine       |
| 13 | Richard Desurvire        |       | DVD   | Conseiller municipal de Bermeries          |
| 14 | Michel Goemaere          |       | DVD   | Conseiller municipal d'Hellemmes           |
| 15 | Gilbert Tocino           |       | DVD   | Conseiller municipal de Marcq-en-Barœul    |
| 16 | François Théry           |       | DVD   | Chef d'entreprise                          |
| 17 | Paul Declercq            |       | DVD   | Ouvrier typographe                         |
| 18 | René Herbaut             |       | DVD   | Commerçant                                 |
| 19 | Michel Carèje            |       | DVD   | Ingénieur, Lille                           |
| 20 | Daniel Doussot           |       | DVD   | Commerçant                                 |
| 21 | Michel Denel             |       | DVD   | Conseiller prud'homal, Neuville-Saint-Rémy |
| 22 | Fernand Van Graefschepe  |       | DVD   | Agriculteur                                |
| 23 | Henri Taffin de Givenchy |       | DVD   | Laborantin                                 |
| 24 | Denise Hubert            |       | DVD   | Secrétaire                                 |
|    |                          |       |       |                                            |
| 25 | Bernadette Pasquier      |       | DVD   | Mère de famille                            |
| 26 | Jean-Claude Canoine      |       | DVD   | Ouvrier                                    |

### Extrême droite (FN)
| N° | Candidats             | Parti | Parti | Principales fonctions                                                                                   |
| -- | --------------------- | ----- | ----- | --- |
| 01 | Bruno Chauvierre      |       | FN    | Conseiller général du Canton de Lille-Sud-Ouest et conseiller municipal de Lille, maitre de conférences |
| 02 | Christian Baeckeroot  |       | FN    | Commissaire aux comptes, Tourcoing                                                                      |
| 03 | Pierre Ceyrac         |       | FN    | Cadre de direction, Douai                                                                               |
| 04 | Jean Durieux          |       | FN    | Conseiller général du Canton de Marcoing, maire des Rues des Vignes et ancien député, agriculteur       |
| 05 | Yves Buguet           |       | FN    | Avocat, Valenciennes                                                                                    |
| 06 | Carole Moignez        |       | FN    | Gérante de société, Mons-en-Barœul                                                                      |
| 07 | Yann Phelippeau       |       | FN    | Conseiller municipal de Roubaix                                                                         |
| 08 | Pierre Leleu          |       | FN    | Gérant de société, Villeneuve-d'Ascq                                                                    |
| 09 | Christiane Legrand    |       | FN    | Aide-laborantine, Lesquin                                                                               |
| 10 | Patrick Olivier       |       | FN    | Représentant, Morbecque                                                                                 |
| 11 | Claude Deresne        |       | FN    | Cadre de direction, Maubeuge                                                                            |
| 12 | Dominique Slabolepszy |       | FN    | Conseiller municipal d'Escautpont                                                                       |
| 13 | Richard Mortreu       |       | FN    | Agent principal d'enquêtes, Lille                                                                       |
| 14 | Pierre Lesure         |       | FN    | Visiteur médical, Le Cateau                                                                             |
| 15 | Élisabeth Chassaing   |       | FN    | Mère de famille, Dunkerque                                                                              |
| 16 | Albert Henderyck      |       | FN    | Ancien cadre, Wattrelos                                                                                 |
| 17 | Yvette de la Mata     |       | FN    | Mère de famille, Lille                                                                                  |
| 18 | Anne Castellan        |       | FN    | Mère de famille, Marcq-en-Barœul                                                                        |
| 19 | Janine Mengin         |       | FN    | Mère de famille, Wargnies-le-Grand                                                                      |
| 20 | Jacques Disdier       |       | FN    | Colonel en retraite, Caudry                                                                             |
| 21 | Daniel Picavez        |       | FN    | Attaché commercial, Valenciennes                                                                        |
| 22 | Geneviève Lahousse    |       | FN    | Artisan, Tourcoing                                                                                      |
| 23 | Robert Duhaubois      |       | FN    | Commerçant retraité, Valenciennes                                                                       |
| 24 | Marie-Danièle Rémy    |       | FN    | Imprimeur, Lambersart                                                                                   |
|    |                       |       |       | |
| 25 | Annie Ducorney        |       | FN    | Employée, Hellemmes                                                                                     |
| 26 | Anne de Bock          |       | FN    | Styliste, Mouvaux                                                                                       |

### Extrême droite (POE)
| N° | Candidats              | Parti | Parti | Principales fonctions             |
| -- | ---------------------- | ----- | ----- | --------------------------------- |
| 01 | Abderrahmane Bentounès |       | POE   | Ancien député                     |
| 02 | Laurent Rosenfeld      |       | POE   | Journaliste                       |
| 03 | Mohamed Oukas          |       | POE   | Technicien                        |
| 04 | Jacques Rivière        |       | POE   | Docteur en médecine               |
| 05 | Mohammed Cherifi       |       | POE   | Employé de commerce               |
| 06 | Victor Pohrebniak      |       | POE   | Agent de maîtrise                 |
| 07 | Abdelouahab Habchi     |       | POE   | Plombier                          |
| 08 | Paul Gabrielli         |       | POE   | Chef de fabrication               |
| 09 | Saïd Ali Bacha         |       | POE   | Moniteur auto-école               |
| 10 | Denise Geeraert        |       | POE   | Ouvrière                          |
| 11 | Mohamed Merouchi       |       | POE   | Soudeur                           |
| 12 | Bruno Richard          |       | POE   | Agent d'exploitation informatique |
| 13 | Francis Vandeputte     |       | POE   | Manutentionnaire                  |
| 14 | Abdelkader Fekkir      |       | POE   | Manœuvre                          |
| 15 | Amar Oukas             |       | POE   | Animateur                         |
| 16 | Hélène Consolaro       |       | POE   | Ancienne commerçante              |
| 17 | Philippe Balland       |       | POE   | Responsable commercial régional   |
| 18 | Pascal Demuyter        |       | POE   | Technicien                        |
| 19 | Moustapha Oukas        |       | POE   | Aide-comptable                    |
| 20 | Mohammed Almaboudi     |       | POE   | Ouvrier professionnel             |
| 21 | Mohamed Djellab        |       | POE   | Maçon                             |
| 22 | Odile Pommereuil-Botti |       | POE   | Retraitée                         |
| 23 | Mohamed Boudersa       |       | POE   | Manœuvre                          |
| 24 | Abdelkader Smaili      |       | POE   | Soigneur filateur                 |
|    |                        |       |       |                                   |
| 25 | Fodil Mouheb           |       | POE   | Surveillant                       |
| 26 | Djelloul Azzaz         |       | POE   | Commerçant                        |

## Résultats

### Résultats à l'échelle du département
| Liste Parti politique | Liste Parti politique | Tête de liste          | Tour unique | Tour unique | Sièges |
| Liste Parti politique | Liste Parti politique | Tête de liste          | Voix        | %           | Sièges |
| --------------------- | --- | ---------------------- | ----------- | ----------- | ------ |
|                       | Pour une majorité de progrès avec le président de la République Parti socialiste (MRG)                                       | Pierre Mauroy          | 371 607     | 30,01       | 8      |
|                       | Le Nord avant tout Rassemblement pour la République (CNIP)                                                                   | Albin Chalandon        | 286 969     | 23,18       | 6      |
|                       | Liste présentée par le Parti communiste français Parti communiste français                                                   | Gustave Ansart         | 170 145     | 13,74       | 4      |
|                       | Pour l'avenir du Nord - Union des républicains libéraux et sociaux Union pour la démocratie française (CDS - PR - PSD - Rad) | Georges Delfosse       | 158 825     | 12,83       | 3      |
|                       | Liste de Rassemblement national présentée par le Front national Front national                                               | Bruno Chauvierre       | 140 504     | 11,35       | 3      |
|                       | Les Verts - Nord Écologie Les Verts                                                                                          | Yves Cochet            | 37 080      | 2,99        | 0      |
|                       | Liste Lutte ouvrière Lutte ouvrière                                                                                          | Nicole Baudrin         | 19 921      | 1,61        | 0      |
|                       | Liste PSU - Autrement... à gauche ! Parti socialiste unifié                                                                  | Michel Mercier         | 16 412      | 1,33        | 0      |
|                       | Liste indépendante d'opposition Divers droite (ARIL)                                                                         | Serge Cattelin         | 15 447      | 1,25        | 0      |
|                       | Liste du Mouvement pour un parti des travailleurs Nord Extrême gauche (Mouvement pour un parti des travailleurs)             | Jocelyne Mazoyer       | 7 084       | 0,57        | 0      |
|                       | Liste LCR Ligue communiste révolutionnaire                                                                                   | Patrick Mortal         | 5 817       | 0,47        | 0      |
|                       | Liste dissidente du Mouvement des radicaux de gauche Divers gauche (diss. MRG)                                               | Christian Kesteloot    | 4 308       | 0,35        | 0      |
|                       | Liste Parti ouvrier européen - Rassemblement inter-communautaire Extrême droite (Parti ouvrier européen)                     | Abderrahmane Bentounès | 3 960       | 0,32        | 0      |
|                       | |                        |             |             |        |
| Inscrits              | Inscrits | Inscrits               | 1 628 461   | 100,00      | 24     |
| Abstentions           | Abstentions | Abstentions            | 333 497     | 20,48       |        |
| Votants               | Votants | Votants                | 1 294 964   | 79,52       |        |
| Blancs et nuls        | Blancs et nuls | Blancs et nuls         | 56 885      | 4,39        |        |
| Exprimés              | Exprimés | Exprimés               | 1 238 079   | 95,61       |        |